# Distintivo de Sniper
O Distintivo de Sniper (em alemão:  Scharfschützenabzeichen) foi uma condecoração militar alemã da Segunda Guerra Mundial concedida a franco-atiradores. Foi instituído em 20 de agosto de 1944. Inicialmente, era elegível apenas para o pessoal que servia no Exército Alemão e nas Waffen-SS. Posteriormente, por ordem do Alto Comando, também foi disponibilizado aos franco-atiradores das demais Forças Armadas.

## Graduações
O distintivo de sniper tinha três graus:
- Terceira classe (sem cordão) para 20 mortes de inimigos[2]
- Segunda classe (com cordão de prata) para 40 mortes de inimigos[2]
- Primeira classe (com cordão de ouro) para 60 mortes de inimigos[2]

As mortes inimigas foram contadas a partir de 1º de setembro de 1944. As mortes em combate aproximado não deveriam ser levadas em consideração. Cada morte inimiga (Feindabschüsse) tinha que ser confirmada por testemunhas e relatada à unidade; as condições previstas para isso por um oficial.

## Outorga
O distintivo de sniper foi outorgado por Adolf Hitler em 20 de agosto de 1944. No decreto introdutório dizia:

"[...] em reconhecimento ao atirador individual com um fuzil como franco-atirador [Scharfschütze] e para apreciar os sucessos alcançados aqui, apresento o distintivo de sniper para o Exército e as Waffen-SS."
Por decreto do OKW de 14 de dezembro de 1944, o distintivo também foi disponibilizado para outras partes da Wehrmacht.

## Descrição
O distintivo de sniper era feito de tecido cinza-esverdeado, bordado e em formato oval. Representa a cabeça de uma águia negra virada para a esquerda com plumagem branca, olhos amarelo-ocre e bico fechado. O corpo da águia é coberto por três folhas de carvalho e uma noz montada à esquerda. As bordas da fita são costuradas e as três etapas são distinguidas por um cordão costurado circunferencialmente em prata (2ª classe) ou ouro (1ª classe). O distintivo foi usado na manga direita do uniforme.
No início de 1945, o OKW ordenou que o distintivo fosse removido antes que um prisioneiro fosse capturado, depois que as tropas aliadas - principalmente soviéticas - passaram a fuzilar sumariamente todos os atiradores de elite capturados.

## Agraciados
- Matthäus Hetzenauer (Ouro)
- Bruno Sutkus (Ouro)